# Иван Илевски
Иван Борисов Илевски е български инженер, офицер, генерал-майор.

## Биография
Роден е на 3 декември 1949 г. в Ловеч. Завършва Военно училище. През 1972 г. е вербуван от Държавна сигурност като осведомител с псевдоним Аладжов. Снет е от действащия оперативен отчет през 1989 г. На 24 август 1998 г. е назначен за началник на управление „Комуникационни и информационни системи“ в Главния щаб на Сухопътните войски, считано от 1 септември 1998 г. На 11 април 2000 г. е освободен от длъжността началник на управление „Комуникационни и информационни системи“ в Главния щаб на Сухопътните войски. На 7 юли 2000 г. е назначен за командир на Командването на стратегическите комуникационни и информационни системи и удостоен с висше военно звание бригаден генерал. До 6 юни 2002 г. е командир на командването на Стратегическата комуникационно-информационна система. На 6 юни 2002 г. е освободен от длъжността командир на Командването на Стратегическата комуникационно-информационна система и назначен за началник на Главно управление „Комуникационни и информационни системи“. На 25 април 2003 г. е удостоен с висше военно звание генерал-майор. На 3 май 2004 г. е освободен от длъжността началник на Главно управление „Комуникационни и информационни системи“ в Генералния щаб на Българската армия. Понастоящем е член на управителния съвет на Асоциация за комуникационни и информационни специалисти.